# نور أباد (اسماعيلي كرمان)
نور أباد (بالفارسية: نورآباد) هي منطقة سكنية تقع في إيران في منطقة إسماعيلي. يقدر عدد سكانها بـ 292 نسمة بحسب إحصاء 2016.